# Тьєр (округ)
Округ Тьєр (фр. Arrondissement de Thiers) — округ у Франції, в департаменті Пюї-де-Дом. 2023 року округ об'єднував 44 муніципалітети, населення становило 56 010 осіб.
Адміністративний центр (супрефектура) — Тьєр.

## Муніципалітети
Список муніципалітетів округу та їхні коди INSEE:
1. Арконса (63008)
2. Бор-л'Етан (63045)
3. Бюлон (63058)
4. Вензель (63461)
5. Вісконта (63463)
6. Воллор-Віль (63469)
7. Воллор-Монтань (63468)
8. Дора (63138)
9. Ескуту (63151)
10. Жоз (63180)
11. Креван-Лавен (63128)
12. Курп'єр (63125)
13. Кюя (63131)
14. Ла-Моннрі-ле-Монтель (63231)
15. Ла-Реноді (63298)
16. Ламті (63194)
17. Лашо (63184)
18. Лезу (63195)
19. Муасса (63229)
20. Неронд-сюр-Дор (63249)
21. Ноала (63253)
22. Обюссон-д'Овернь (63015)
23. Ожроль (63016)
24. Ольме (63260)
25. Орлеа (63265)
26. Палладюк (63267)
27. Пасльєр (63271)
28. Пешадуар (63276)
29. Пюї-Гійом (63291)
30. Равель (63296)
31. Рі (63301)
32. Сейшаль (63420)
33. Сель-сюр-Дюроль (63066)
34. Сен-Віктор-Монв'яне (63402)
35. Сен-Жан-д'Ер (63364)
36. Сен-Ремі-сюр-Дюроль (63393)
37. Сен-Флур (63343)
38. Сент-Агат (63310)
39. Сермантізон (63418)
40. Сов'я (63414)
41. Тьєр (63430)
42. Шабрелош (63072)
43. Шарна (63095)
44. Шательдон (63102)